# Norrköping
Norrköping (ouça a pronúncia) ou Norcopinga é uma cidade da província da Östergötland, na Suécia. 
Está situada nas margens do rio Motala, no ponto em que este desagua na baía de Bråviken, no Mar Báltico. 

Possui 34,54 quilômetros quadrados e 98 088 residentes, segundo censo de 2021. 
É a sede do município de Norrköping, pertencente ao condado de Östergötland. 
Foi fundada em torno de 1350, à volta dos moinhos de água aproveitando os rápidos do Motala. No século XVII era a segunda maior urbe do país, e a primeira urbe industrial, com pujante economia baseada em indústrias metalúrgicas e papel. Devastada pelos russos no século XVIII, recuperou a sua força económica no XIX; era chamada "Manchester da Suécia", por compreender 80% da indústria têxtil do país. Seu porto é um dos maiores de exportação à indústria nacional, com capacidade para receber navios oceânicos.
Atualmente, desenvolve importante atividade portuária e é destacado centro fabril, contando com indústrias têxteis, químicas e papeleiras, entre outras. Abriga ainda 5 importantes agências governamentais (Direção-Geral da Aviação Civil, Administração Marítima da Suécia, Agência Nacional das Migrações, Direção-Geral dos Serviços Prisionais, Direção-Geral dos Transportes e Instituto Sueco de Meteorologia e Hidrologia).

## Etimologia e uso
O topônimo Norrköping deriva das palavras nórdicas Nor (norte) e køpunger (local de comércio); é também possível que esta cidade e Söderköping provenham ambas de uma localidade mais antiga chamada Køpunger.
No Vocabulário da Língua Portuguesa, de Francisco Rebelo Gonçalves, o autor defende o aportuguesamento Norcopinga, que também está presente em Topónimos e Gentílicos, de Ivo Xavier Fernandes. Na sua obra Dicionário Onomástico Etimológico da Língua Portuguesa, José Pedro Machado diz que Norcopinga é "(...) uma das mais estranhas «equivalências» do Voc[abulário da Língua Portuguesa]" e que "[s]empre se escreve (em port[uguês] e noutros idiomas) Norrköping (ler norrxóping)."
Em textos em português costuma ser usada a forma original Norrköping, ocasionalmente transliterada para Norrkoping, por adaptação tipográfica.
| “ | Em 1987... todos os homens com idade entre 50-69 anos na cidade de Norrköping (Suécia) | ” |
|   | — Célia Silva, Cancro da próstata: Afinal qual o valor do rastreio?.                   |   |

## Comunicações
A cidade de Norrköping é atravessada pela estrada europeia E4 (Haparanda-Estocolmo-Norrköping-Helsingborg) e é o ponto de partida da E22 (Norrköping-Malmö-Trelleborg).
Está ligada à ferrovia da Linha do Sul (Malmö–Norrköping-Järna).
Dispõe do aeroporto de Norrköping a 3 km do centro da cidade.
O porto de Norrköping é um dos maiores portos de exportação para a indústria sueca, com capacidade para receber navios oceânicos.

## Ensino
A cidade de Norrköping possuí uma rede de escolas de ensino básico e secundário, e dispõe igualmente de educação de adultos (Komvux), ensino superior popular (folkhögskola), ensino técnico superior profissional (yrkeshögskola) e ensino superior.

Norrköping dispõe hoje em dia de uma universidade – o Campus Norrköping da Universidade de Linköping.

#### Escolas superiores
- Campus Norrköping

#### Ensino superior popular
- Escola Superior Popular de Marieborg (Marieborgs folkhögskola )

## Património
- Himmelstalund (Sítio arqueológico, rico em figuras gravadas na rocha (petróglifos)[3]
- Museu do Trabalho (Arbetets museum)[3]
- Museu de Arte de Norrköping (Norrköpings konstmuseum) [3]

## Desporto
Entre os desportos em destaque em Norrköping estão o futebol e o basquetebol, e ainda o esqui alpino, o andebol e a canoagem.

Como clubes mais cotados da cidade, estão o Norrköping Dolphins  (basquetebol) e o IFK Norrköping (futebol).

A Platinumcars arena (futebol) e a Stadium Arena (basquetebol) costumam ser indicadas entre as suas arenas desportivas mais importantes.

### Clubes
- IFK Norrköping (futebol)
- Norrköping Dolphins (basquetebol)

### Arenas desportivas
- Platinumcars arena (futebol)
- Stadium Arena (basquetebol)

## Personalidades ligadas a Norrköping
- Hannes Alfvén (1908-1995; nascido em Norrköping, Prémio Nobel de Física de 1970)

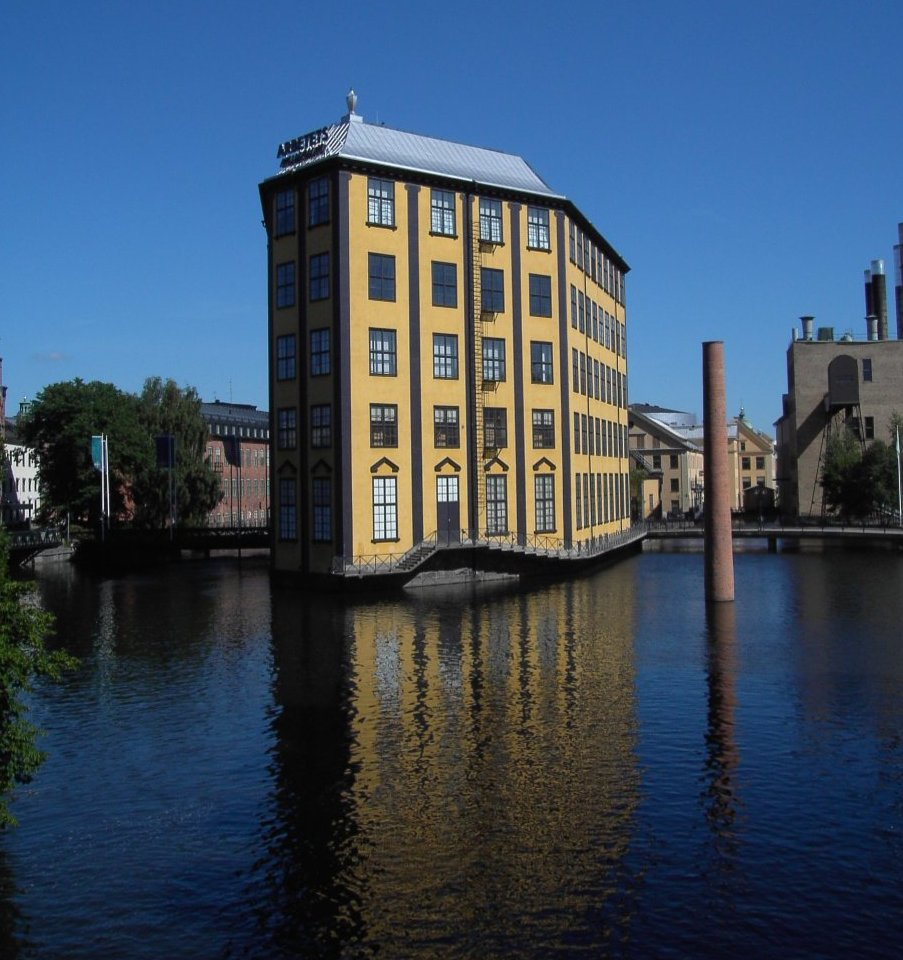
Museu do Trabalho.
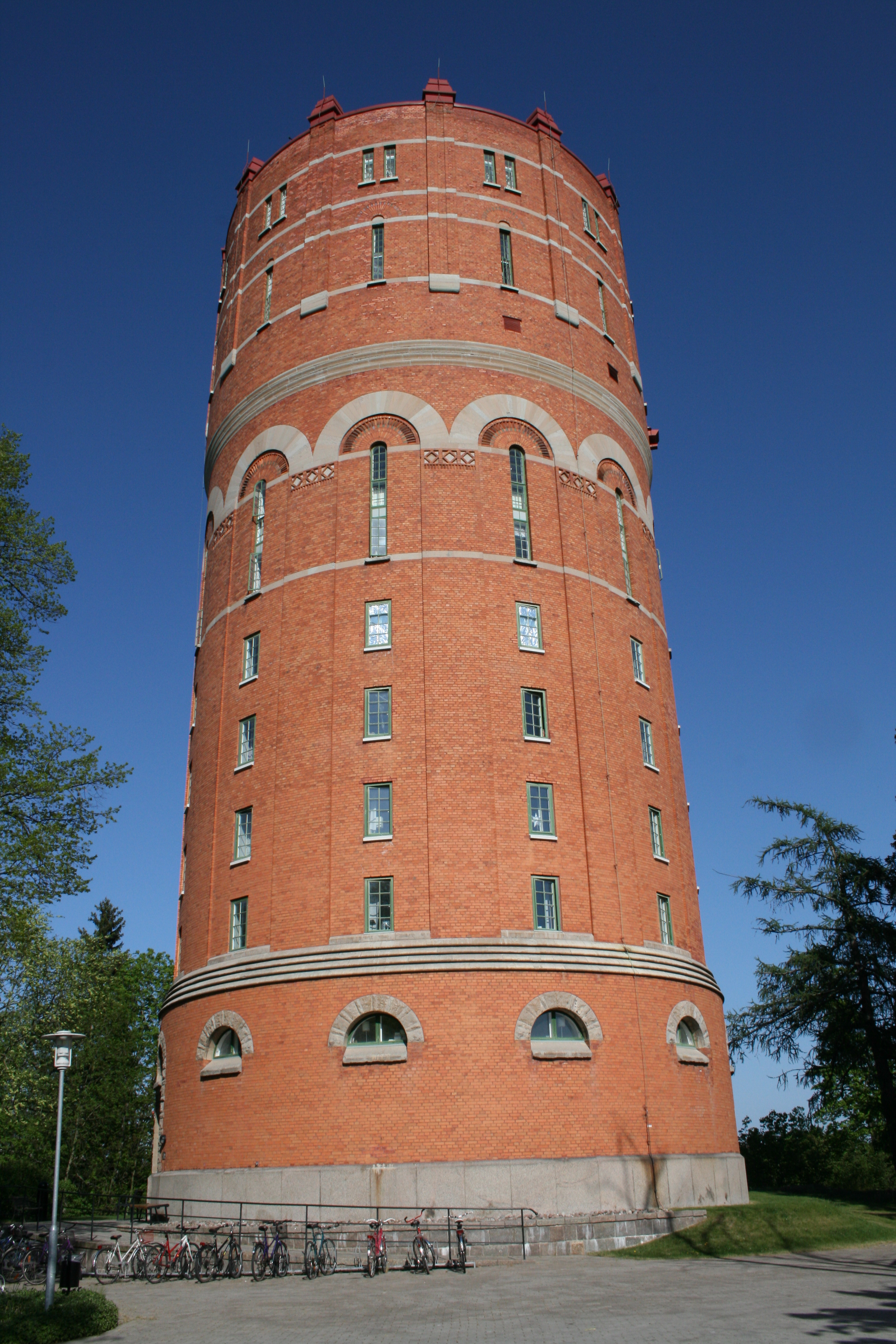
Velha caixa d'água.
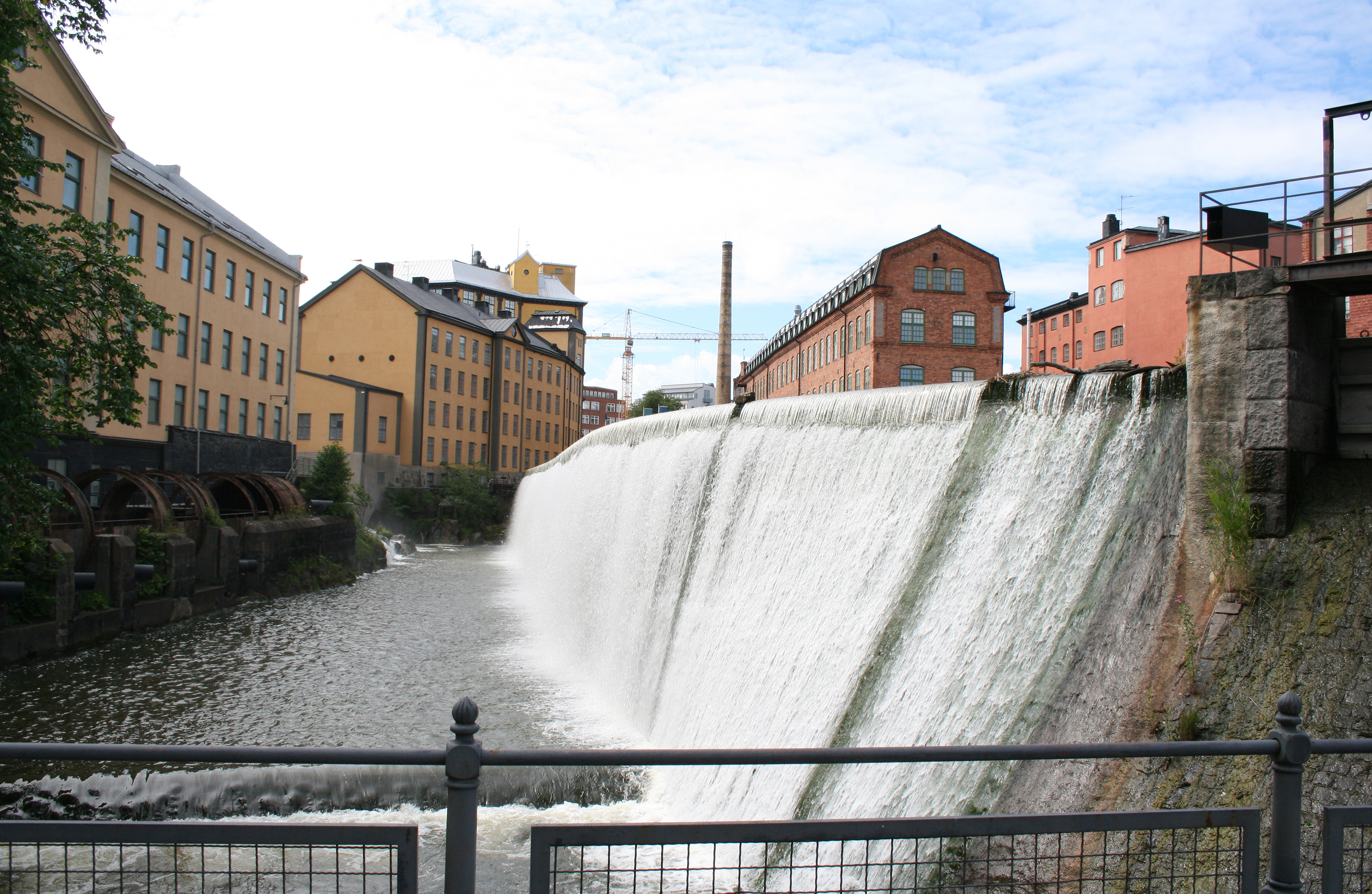
Rio Motala ström em plena cidade.
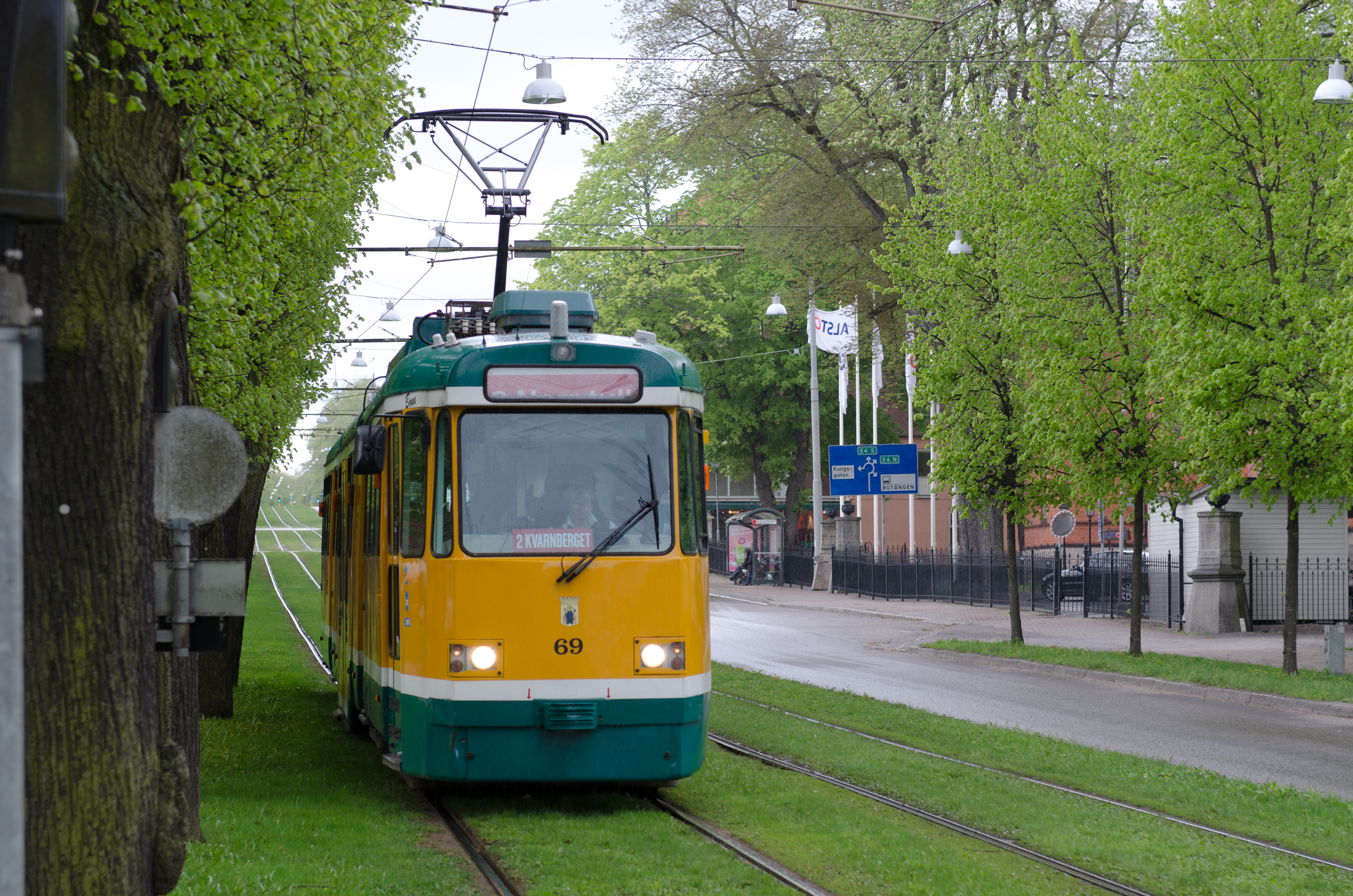
Trem urbano.